# 이안구
이안구(한국어: 의안구, 중국어: 义安区, 병음: Yì’ān Qū)는 중화인민공화국 안후이성 퉁링 시의 현급 행정구역이다. 넓이는 876km2이고, 인구는 2007년 기준으로 300,000명이다.

## 행정 구역
4개 진, 4개 향을 관할한다.
- 진: 五松镇, 顺安镇, 钟鸣镇, 天门镇.
- 향: 老洲乡, 东联乡, 西联乡, 胥坝乡.